# Selo (Leste Asiático)
Um selo, no contexto do Leste e Sudeste Asiático, é um nome geral para impressão de selos e impressões dos mesmos que são usados no lugar de assinaturas em documentos pessoais, papéis de escritório, contratos, arte ou qualquer item que exija reconhecimento ou autoria. Nos documentos costumavam ser usados para imprimir uma impressão usando uma pasta ou tinta pigmentada, ao contrário da impressão de cera comumente usada na Europa.
De origem chinesa, o processo rapidamente se espalhou para além da China e pelo Leste e Sudeste Asiático. Vários países destas regiões utilizam atualmente uma mistura de selos e assinaturas manuais e, cada vez mais, assinaturas electrônicas. 
Os selos chineses são normalmente feitos de pedra, às vezes de metais, madeira, bambu, plástico ou marfim, e são normalmente usados com tinta vermelha ou pasta de cinábrio (chinês: 朱砂, pinyin: zhūshā). A palavra 印 ("yìn" em mandarim, "in" em japonês e coreano, "ấn" e "in" em vietnamita) refere-se especificamente à impressão criada pelo selo, além de aparecer em combinação com outros morfemas em palavras relacionadas a qualquer impressão, como na palavra "印刷", "impressão", pronunciada "yìnshuā" em mandarim, "insatsu" em japonês. No mundo ocidental, as focas asiáticas eram tradicionalmente conhecidas pelos comerciantes como marcas de corte ou simplesmente cortes, um termo adaptado do chapa hindi e do cap malaio,  que significa carimbo ou carimbos de borracha.
No Japão, os selos, conhecidos como inkan (印鑑)  ou hanko (判子) , têm sido historicamente usados para identificar indivíduos envolvidos no governo e no comércio desde os tempos antigos. Os imperadores, xoguns e samurais japoneses tiveram seus selos pessoais impressos em éditos e outros documentos públicos para mostrar autenticidade e autoridade. Ainda hoje, as empresas de cidadãos japoneses usam regularmente selos de nome para a assinatura de contratos e outros documentos importantes. 

## História

### Lendas de origem e história antiga
Ao longo da história chinesa, os selos desempenharam um papel importante e são conhecidos por terem sido utilizados tanto por autoridades governamentais como por particulares durante milhares de anos.   Os primeiros exemplos conhecidos de focas na China antiga datam da dinastia Shang (c. 1600) e foram descobertos em sítios arqueológicos em Anyang.   No entanto, a forma como estes selos antigos eram usados ainda não foi descoberta, pois foi apenas a partir do Período das Primaveras e Outonos (771-476 a.C.) da dinastia Chou (1046-256 a.C.) que houve um aumento na quantidade de selos chineses. emparelhados com referências textuais a eles. Até o final do Período dos Reinos Combatentes (476 a.C.-221 a.C.), todos os selos eram conhecidos apenas como xǐ (璽), independentemente de terem sido usados por funcionários do governo ou para uso privado e independentemente de qualquer material usado para fabricá-los. 
Durante a dinastia Han (202-220 d.C.), foi registrado um mito de origem do suposto primeiro selo na história chinesa. Este mito afirma que o primeiro selo foi dado ao Imperador Amarelo por um dragão amarelo que tinha um mapa nas costas.  De acordo com outro mito de origem, o primeiro selo foi dado ao Imperador Yao por um fenghuang (um pássaro mítico) enquanto ele estava sentado num barco.  Em ambas as lendas de origem, a entrega do selo é um símbolo de que o Mandato do Céu foi conferido ao seu destinatário.  Assim, quando Tang, o primeiro governante da dinastia Shang, derruba o último governante tirânico da (possivelmente mítica) dinastia Xia (supostamente c. 2070), ele tira dele o selo real para estabelecer simbolicamente seu poder. 

### China imperial

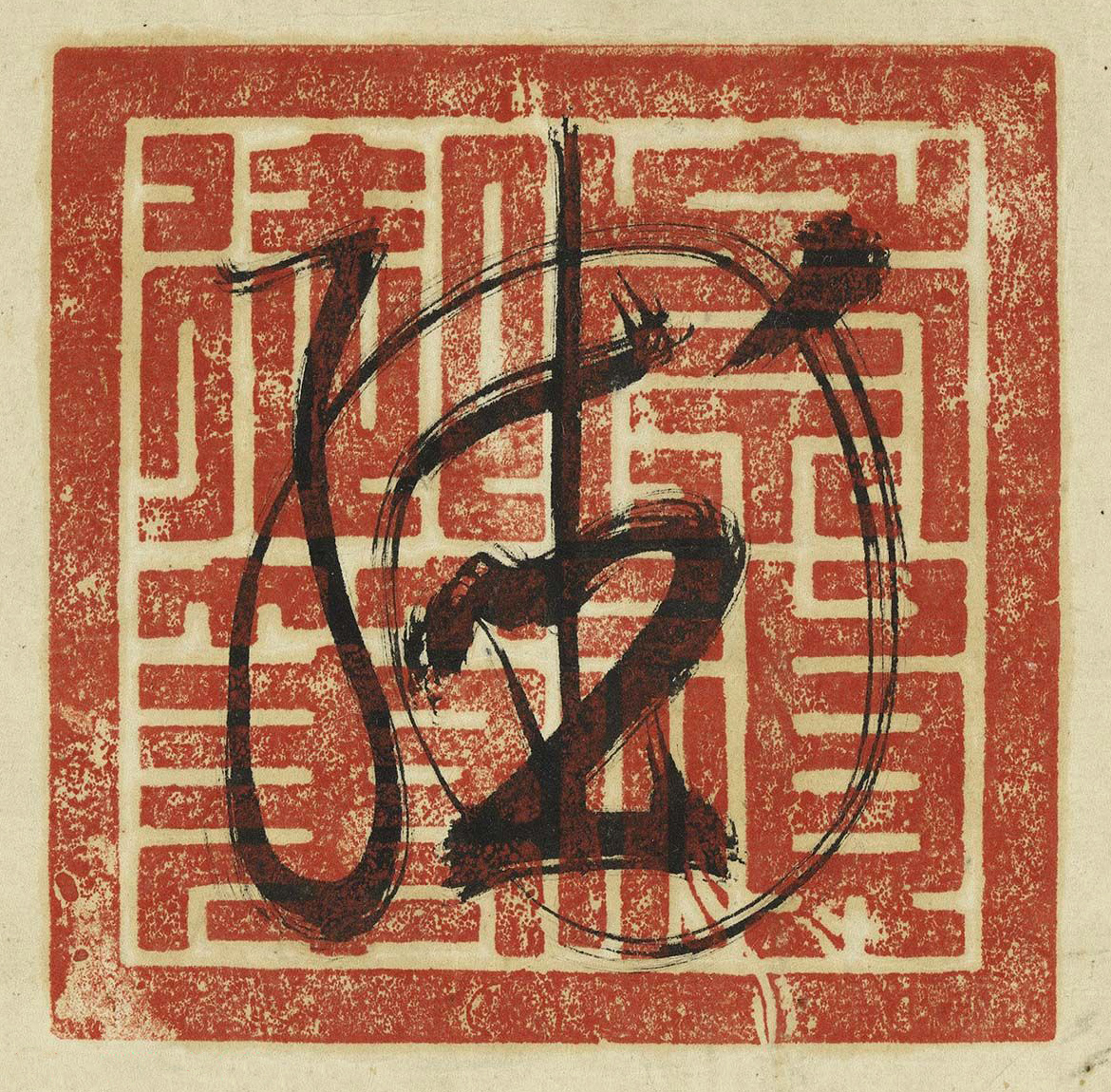
Selo pessoal e monograma (huaya) do Imperador Chongzhen (1611-1644)

Durante o Período Imperial da China, o termo xǐ começaria gradualmente a tornar-se uma designação reservada exclusivamente aos selos dos Imperadores.  Durante a dinastia Han, o Imperador da China tinha apenas 6 selos imperiais, mais tarde durante a dinastia Tang (618-907) este número cresceu para 8, durante a dinastia Ming (1368-1644) este número cresceria ainda mais até agora ser mais de uma dúzia de selos imperiais e, no reinado da dinastia Qing (1644–1912), havia várias dezenas de selos imperiais oficiais usados por seus imperadores.  As inscrições nesses selos imperiais oficiais geralmente referem-se ao Imperador recebendo o Mandato do Céu ou ao Imperador sendo "o sucessor do Céu". 
De acordo com Novo Livro de Tang (Tangshu), a Imperatriz Wu Zetian emitiu um decreto que alterou o uso da palavra xǐ, que até então era usada para selos imperiais, para bǎo (寶, tesouro).  Seu raciocínio por trás dessa mudança foi que ela pensava que a palavra xǐ soava muito como morte (si, 死) ou descanso (xi, 息).   Mas quando o imperador Zhongzong foi retomado ao trono da dinastia Tang no ano 705, ele mudou o nome dos selos imperiais de volta para xǐ.  Nos séculos seguintes, os termos xǐ e bǎo foram alternados, dependendo do período.  
Durante o reinado da dinastia Yuan liderada pelos mongóis, o principal selo imperial trazia a inscrição Yu qian zhi bao (御前之寶, yü ch'ien chih pao, "Selo na frente do Imperador") escrito em escrita de selo dobrado e foi encontrado sobre os decretos dos imperadores Yuan que foram preservados no Tibete.  Durante o reinado do segundo imperador Yuan, Temur Cã, os mongóis alegaram ter adquirido o Selo Transmitindo o Estado e usaram-no como um sinal de sua legitimidade e continuaria a ser usado durante o período da dinastia Yuan do Norte.  Durante o surgimento de um novo chamado Selo Transmitindo o Estado, este novo selo não era o original produzido durante a dinastia Qin, mas um selo feito posteriormente, criado durante o reinado de Yuan do Norte khagan Ligdan Cã durante o início do século XVII.  Os mongóis da época sabiam que os imperadores da dinastia Yuan tinham um selo chinês conhecido como Selo de Transmissão do Estado, que usavam para promover sua legitimidade, mas não possuíam o selo real, então Ligdan Cã criou um novo "Selo de Transmissão do Estado" inspirado nos selos usados pela dinastia Ming como símbolo de legitimidade política. 

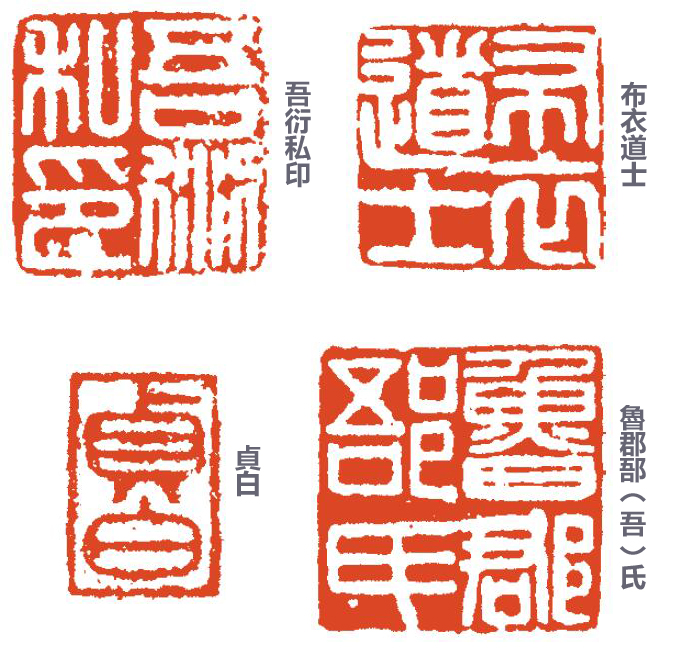
Os selos de Wu Qiuyan na dinastia Yuan

Durante o reinado de Huang-Taiji a dinastia Jin posterior, liderada pelos Jurchéns, afirmou ter adquirido o Selo de Transmissão do Estado dos Mongóis Chahar e com esta aquisição os Jurchéns alegaram ter adquirido também o mandato do céu, mas o selo imperial usado pelos Jurchens para carimbar todos os seus documentos imperiais trazia a inscrição Zhi gao zhi bao (制誥之寶, "Selo do Édito"), que foi escrita em um tipo de escrita de selo usada pela dinastia Ming.  A dinastia Qing continuaria a perpetuar este mito para legitimar o seu domínio sobre a China. 
Outro tipo de selo usado pelos imperadores chineses era um selo para indicar que um determinado texto ou documento oficial foi escrito com a caligrafia do próprio imperador, em vez de escrito por alguém ordenado pelo imperador.  No caso do período da dinastia Qing, o Imperador Qianlong, que era conhecido pelas suas ambições literárias, incluindo a sua capacidade de escrever em caligrafia de renome, produziu uma grande quantidade de textos que foram afixados com o selo para indicar que eram de sua autoria. escrita.  Quando a caligrafia do Imperador Qianlong foi esculpida em estelas de pedra, a impressão do selo também foi copiada na superfície da pedra. 

## Tipos de gravação
- Zhuwen (em chinês: 朱文; pinyin: zhūwén; Pronúncia japonesa: shubun; literalmente: "caracteres vermelhos") –  imprimem os caracteres chineses em tinta vermelha, às vezes chamados de selos yang.
- Baiwen (em chinês: 白文; pinyin: báiwén; Pronúncia japonesa: hakubun; literalmente: "caracteres brancos") – imprimem o fundo em vermelho, deixando caracteres brancos, às vezes chamados de selos yin.
- Zhubaiwen Xiangjianyin (chinês tradicional: 朱白文相間印, chinês simplificado: 朱白文相间印, pinyin: zhūbáiwén xiāngjiàn yìn, lit. ‘selo combinado de caracteres vermelho-branco’) usam zhuwen e baiwen juntos.

| {{{caption}}} |
| Selo Baiwen   |

| {{{caption}}} |
| Selo Zhuwen   |

| {{{caption}}}                                                               |
| Zhubaiwen Xiangjianyin, trimestralmente: 1 e 4 com Zhuwen; 2 e 3 com Baiwen |

| {{{caption}}}                                   |
| Zhuwen no lado direito, Baiwen no lado esquerdo |

| {{{caption}}}                                   |
| Baiwen no lado direito, Zhuwen no lado esquerdo |

## Autoridades governamentais

### Governo nacional

O Selo de Herança do Reino da China Imperial (傳國璽;传国玺; Chuánguóxǐ).

O Selo do Imperador do Grande Ming (大明皇帝之寶; Dàmíng huángdì zhī bǎo)

Os imperadores chineses, suas famílias e oficiais usavam grandes selos conhecidos como xǐ (璽), mais tarde renomeado bǎo (寶; "tesouro"), que corresponde aos grandes selos dos países ocidentais. Geralmente eram feitos de jade (embora madeira dura ou metal precioso também pudessem ser usados) e eram originalmente de formato quadrado. Eles foram alterados para uma forma retangular durante a dinastia Sung, mas voltaram a ser quadrados durante a dinastia Qing.
O mais importante desses selos foi o Selo de Herança do Reino, que foi criado pelo primeiro Imperador da China, Qin Shi Huang, e era visto como um dispositivo legitimador que incorporava ou simbolizava o Mandato do Céu. O Selo da Herança foi transmitido através de diversas dinastias, mas foi perdido no início da dinastia Ming. Isto explica em parte a obsessão dos imperadores Qing em criar numerosos selos imperiais - apenas para uso oficial dos imperadores, a Cidade Proibida em Pequim tem uma coleção de 25 selos - a fim de reduzir a importância do Selo de Herança.
A autoridade do governo estava frequentemente ligada à posse de certos selos, por exemplo, quando o canato Jin posterior proclamou o Império Qing, eles só o fizeram depois de receber o selo de jade dos mongóis.  Da mesma forma, o Yuan do Norte antes deles também reivindicou a sua legitimidade através dos seus selos nacionais. 
Esses selos normalmente traziam os títulos dos cargos, em vez dos nomes dos proprietários. Diferentes selos poderiam ser usados para diferentes propósitos:  por exemplo, o Imperador Qianlong tinha vários selos de apreciação informais (chinês: 乾隆御覽之寶, pinyin: Qiánlóng yùlǎn zhī bǎo, lit. ‘Selo(s) para [uso durante] a inspeção do imperador Qianlong’) usado em pinturas selecionadas de sua coleção.
O estilo de escrita mais popular para selos governamentais nas eras imperiais da China (da dinastia Sung à dinastia Qing) é a escrita de nove dobras (九疊文;  jiǔdiéwén), uma escrita altamente estilizada que é ilegível para os não treinados.
Nos seus 143 anos de existência, o governo da dinastia Nguyễn criou mais de 100 selos imperiais.  Phan Thanh Hải, Diretor do Centro de Conservação de Monumentos de Huế, no final do período  dinastia Nguyễn, a Cidade Proibida Púrpura em Huế continha um total de 93 selos de jade e ouro, dos quais 2 selos eram do período dos senhores Nguyễn.  
O governo da República da China em Taiwan continuou a usar selos quadrados tradicionais de até cerca de 13 centímetros, conhecidos por vários nomes, dependendo da hierarquia do usuário. Parte da cerimónia inaugural do Presidente da República da China inclui a atribuição do Selo da República da China e do Selo de Honra.

Na China, o Selo do Governo Popular da República Popular da China  era um selo quadrado de bronze com comprimento lateral de 9 centímetros. A sua inscrição diz "Selo do Governo Popular Central da República Popular da China". Notavelmente, o selo usa a fonte Song relativamente moderna em vez das escritas de selo mais antigas, e o selo é chamado de yìn (印), não de xǐ (璽). Os selos governamentais na República Popular da China hoje são geralmente de formato circular e têm uma estrela de cinco pontas no centro do círculo. O nome da instituição governamental está disposto em torno da estrela em semicírculo – forma também adotada por alguns costeletas de empresas.
| {{{caption}}}                                                                              |
| O selo oficial da Universidade Nacional de Taiwan (國立臺灣大學印; Guólì Táiwān Dàxué yìn) |

| {{{caption}}}                                                       |
| O Selo da República da China (中華民國之璽; Zhōnghuá mīnguó zhī xǐ) |

| {{{caption}}} |
| O Selo do Governo Popular da República Popular da China (中华人民共和国中央人民政府之印; Zhōnghuá Rénmín Gònghéguó Zhōngyāng Rénmín Zhèngfǔ zhī yìn) |

| {{{caption}}} |
| O selo do presidente da Primeira República do Vietnã sob Ngô Đình Diệm (1955–1963), observe que sua inscrição está totalmente escrita em escrita latina sem diacríticos. |

### Funcionários do governo
Os burocratas do governo receberiam selos de escritório que serviam como símbolo de status tanto de seu cargo quanto de autoridade.  Esses selos de escritórios governamentais tendiam a ser pequenos o suficiente para que pudessem ser carregados pelo funcionário em seus cintos.  Ao contrário dos selos imperiais e outros selos de altos cargos conhecidos como xi (璽); selos inferiores de posição e nomeação eram conhecidos como yin (印). 
Ao longo da história existiram diferentes regulamentações para esses selos de escritório que prescreviam quais materiais deveriam ser usados (ligas de cobre ou ouro) e como seus botões de selo deveriam ser moldados (alguns com cabo em forma de tartaruga, outros de camelo).  Até o período da dinastia Han Oriental, as regulamentações governamentais estipulavam que a tinta usada para afixar os selos oficiais tinha suas cores determinadas com base na posição do funcionário em questão, com cores diversas como verde, roxo, amarelo, 
Ao longo da história chinesa, a caligrafia usada nos selos dos escritórios governamentais mudou radicalmente. No período da dinastia Han, as inscrições dos selos de escritório tendiam a se tornar mais espessas e angulares.  A partir do período da dinastia Sui, a caligrafia tornou-se mais arredondada e fina do que antes e, mais tarde, durante os períodos das dinastias Sung e Yuan, a escrita jiudie (nove dobradas) era o tipo preferido de caligrafia.  Durante o período da dinastia Qing, a maioria dos selos de escritórios governamentais eram bilíngues, com a inscrição chinesa (escrita do selo) no lado direito do selo e a inscrição da escrita manchu à sua esquerda. 

## Pessoais
Existem muitas classes de selos pessoais. Os selos privados são naturalmente não regulamentados; , portanto, apresentam a maior variedade em conteúdo, formato, tamanho, material e caligrafia de qualquer tipo de selo.  Selos com nomes, pseudônimos, pseudônimos, etc. foram usados como um dos primeiros tipos de assinatura por pessoas em suas vidas privadas.  Os artistas também assinavam suas obras e cartas com seus selos.  Além disso, sabe-se que os literatos chineses costumam usar vários pseudônimos diferentes em suas obras, portanto, tentar identificar o nome de uma pessoa a partir de um selo específico pode ser uma tarefa complicada. 

### Nome (名印)
Indica o nome da pessoa.
| Nome                                                                                          | Texto de exemplo                      | Selo de exemplo         | Uso |
| --------------------------------------------------------------------------------------------- | ------------------------------------- | ----------------------- | --- |
| Selo de nome pessoal (chinês: 姓名印, pinyin: Xingming Yin)                                   | 李小狼印, 李小狼                      | 李小狼印 · 李小狼       | Indique o nome pessoal (nome de família e nome próprio) de uma pessoa. |
| Selo de nome de estilo (chinês: 表字印, pinyin: Biaozi Yin)                                   | 字矗昊, 矗昊                          | 字矗昊 · 矗昊           | Indique o nome do estilo de uma pessoa. |
| Selo de sujeito/concubina (chinês: 臣妾印, pinyin: Chenqie Yin)                               | 臣小明 (masculino), 妾美櫻 (feminino) | 臣小明 · 妾美櫻         | Usado na época imperial por consortes ou funcionários imperiais. |
| Selo de palavra simplificado (chinês: 書簡印, pinyin: Shujian Yin)                            | 如佩信印                              | 如佩信印                | Usado em cartas, em vez de escrever votos de felicidades à mão, o selo toma o seu lugar. |
| Selo de caractere giratório (chinês: 迴文印, pinyin: Huiwen Yin)                              | 李小狼印, 徐永裕印                    | 李小狼印 · 徐永裕印     | O mesmo que o selo de nome pessoal, mas os caracteres são lidos no sentido anti-horário, em vez de de cima para baixo, da direita para a esquerda. Às vezes usado por escrito (por exemplo, para assinar o prefácio de um livro). |
| Selo geral/combinado (chinês: 總印, pinyin: Zong Yin)                                         | 大英伯明皇龍正之章                    | 大英伯明皇龍正之章      | Indica o nome pessoal e o nome do local de origem. |
| Selo governamental/oficial (chinês: 官印, pinyin: Guan Yin)                                   | 宜州管下羈縻都黎縣印                  | 宜州管下羈縻都黎縣印    | Selo de um departamento do Governo ou do líder do departamento. |
| Selo do reino (chinês: 國璽, pinyin: Guo Xi), Selo do imperador (chinês: 帝璽, pinyin: Di Xi) | 大清帝國之璽, 文帝行璽                | 大清帝國之璽 · 文帝行璽 | Selo do reino ou do monarca. |

### Livre (閑印)
Pode conter a filosofia pessoal ou inclinação literária da pessoa. Eles podem ter qualquer formato, desde ovais até em forma de dragão.
| Nome                                                                | Texto de exemplo     | Selo de exemplo    | Uso |
| ------------------------------------------------------------------- | -------------------- | ------------------ | --- |
| Selo de retrato (chinês: 肖形印, pinyin: Xiaoxing Yin)              | (Imagem de um cervo) | Lucky Deer         | Possui imagens sem palavras para expressar o caráter do usuário. |
| Selo de ditados da sorte (chinês: 吉語印, pinyin: Jiyu Yin)         | 日就富貴             | 日就富貴           | Tem ditados e provérbios de sorte. |
| Selo do Deus Amarelo (chinês: 黃神越章, pinyin: Huangshen Yuezhang) | 黃神越章天帝神之印   | 黃神越章天帝神之印 | Usado nos tempos antigos como amuleto protetor em cartas para proteger o destinatário de feras ou demônios; agora usado principalmente como uma convenção de boas-vindas em cartas para pessoas que viajam ao exterior, bem como um amuleto de proteção para que a carta seja entregue com segurança ao destinatário. |
| Selo de vedação (chinês: 封泥, pinyin: Feng Ni)                     | N/A                  | N/A                | Usado para selar cartas ou pacotes, geralmente após a etiqueta/tira de vedação ter sido colada na aba. |

### Estúdio (齋印)
Leva o nome do estúdio privado da pessoa (書齋), que a maioria dos literatos da China antiga possuía, embora provavelmente em formas menores. Geralmente são de formato retangular.
| Nome                                                         | Texto de exemplo                   | Selo de exemplo                                   | Uso |
| ------------------------------------------------------------ | ---------------------------------- | ------------------------------------------------- | --- |
| Selo de estúdio (chinês: 齋館印, pinyin: Zhaiguan Yin)       | 雅目齋, 蘭雪堂                     | 雅目齋 · 蘭雪堂                                   | Indica o nome do estúdio ou órgão. Isso inclui selos da sociedade e da empresa. |
| Selo de apelido (chinês: 別號印, pinyin: Biehao Yin)         | 白石道人, 白雲峰主                 | 白石道人 · 白雲峰主                               | Indica apelidos do usuário, incluindo nomes artísticos, nomes de pinturas e pseudônimos. |
| Selo de armazenamento (chinês: 收藏印, pinyin: Shoucang Yin) | 松雨彗齋圖書印, 儀徵張錫組珍藏書画 | 松雨彗齋圖書印 · 儀徵張錫組珍藏書画               | Usado em livros ou pinturas que são mantidos pelo usuário. Isto inclui selos de agradecimento usados em pinturas e livros que o proprietário admira. Desempenha uma função semelhante aos ex-libris no oeste. |
| Selo de poesia (chinês: 詞句印, pinyin: Ciju Yin)            | 買魚沽酒答春晴, 問梅消息           | 買魚沽酒答春晴 · 問梅消息                         | Inscrito com um poema ou provérbio, usado em pinturas e similares. Pode ser grande ou pequeno, dependendo do comprimento da inscrição.                                                                        |
| Selo de assinatura (chinês: 花押印, pinyin: Huaya Yin)       | N/A                                | Shape of seal like Pipa · Shape of seal like fish | A assinatura estilizada de uma pessoa. Muitas vezes pequeno, às vezes com imagens, o design pode variar em estilo.                                                                                            |

## Selos de colecionadores de arte
Na China Imperial, era considerado costume que colecionadores e conhecedores de arte afixassem a impressão de seus selos na superfície de um rolo de pintura ou caligrafia.   Os próprios artistas usavam frequentemente os seus próprios selos em obras de arte, como em obras de caligrafia chinesa ou pinturas chinesas.  Os selos de colecionador eram utilizados principalmente com a função de autenticar diferentes peças de arte.  Assim, um selo de colecionador identificado como sendo de um famoso colecionador ou conhecedor de arte tornar-se-ia parte integrante da própria obra de arte e poderia aumentar substancialmente o seu valor monetário no mercado de arte chinês.  Assim, ao longo de vários séculos, algumas pinturas chinesas foram cobertas por vários selos diferentes dos seus diferentes proprietários ao longo da sua existência. 
Os imperadores da China também tinham os seus próprios selos imperiais para avaliar e apreciar a arte.  Como tal, muitas pinturas famosas da Cidade Proibida em Pequim tendem a ter nelas os selos imperiais para avaliação artística e apreciação de gerações de imperadores subsequentes. 

## Selos de lazer
Muitos tipos de selos privados não categorizados acima são geralmente classificados sob o termo genérico "selos de lazer".  A inscrição nos selos de lazer é geralmente um texto curto que é uma citação de um escrito famoso ou apenas algum ditado que o dono do selo considera importante.  Inscrições típicas em selos de lazer incluem “Respeite o destino”, “Alcance sabedoria”, “Respeito”, “Use lealdade e humanidade em seus assuntos”, entre muitas outras.  Os selos de lazer chineses são comparáveis aos blocos de assinatura com uma citação no final de um e-mail ou mensagens de internet onde o autor acrescenta algum tipo de provérbio ou diz que considera valioso no final. 

## Pasta de vedação

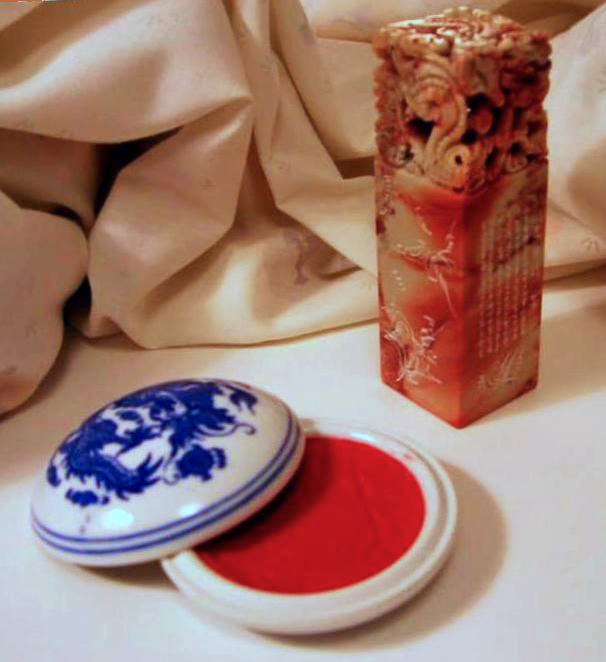
Selo chinês e pasta de selo vermelho.

Existem dois tipos de pasta selante (para fazer a impressão), dependendo do material de base de que são feitas. A cor padrão é o vermelhão (ou tons de vermelho mais claros ou mais escuros), mas outras cores podem ser usadas, como preto, marinho, etc.
- Seda: A pasta vermelha é feita de cinábrio finamente pulverizado, misturado com óleo de mamona e fios de seda. Os fios de seda unem a mistura para formar uma substância muito espessa. Tem uma aparência muito oleosa e tende a ser de cor vermelha brilhante.
- Planta: A pasta vermelha é feita de cinábrio finamente pulverizado, misturado com óleo de mamona e moxabustão. Como a base é vegetal pulverizada, a textura fica muito solta por não grudar. A aparência é esponjosa e não oleosa.

A pasta à base de plantas tende a secar mais rapidamente do que as pastas à base de seda porque o extrato da planta não retém o óleo tão firmemente quanto a seda. Dependendo do papel utilizado, as pastas vegetais podem secar em 10 a 15 minutos. Quanto mais absorvente for o papel, mais rápido ele seca, pois absorve a maior parte do óleo. Além disso, as pastas vegetais tendem a manchar mais facilmente do que as pastas de seda devido ao agente aglutinante solto.

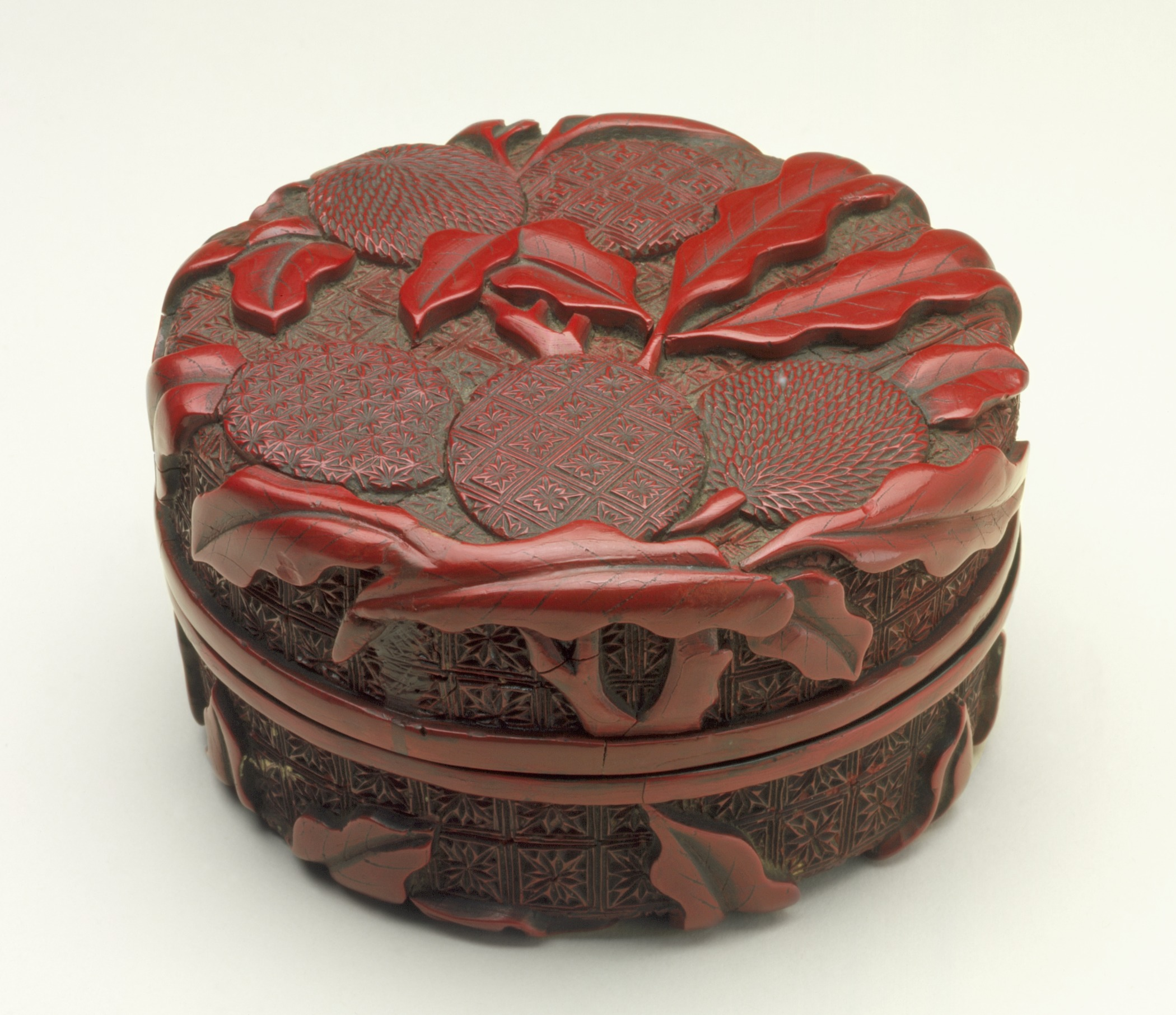
Yinnihe (caixa de pasta selada), dinastia Ming.

A pasta é mantida coberta após o uso, em sua embalagem original (seja plástica ou cerâmica). É mantido em ambiente longe da luz solar direta e do calor intenso para evitar que resseque. A pasta para pastas à base de seda precisa ser mexida com uma espátula a cada mês ou mais para evitar que o óleo afunde e resseque a pasta, bem como para prepará-la para uso. Uma boa pasta produziria uma impressão clara de uma só vez; se a impressão não for clara, exigindo mais impressões, isso indica que a pasta está muito seca ou o cinábrio se esgotou.
Quando o selo é pressionado na superfície de impressão, o procedimento difere de acordo com a pasta à base de planta ou seda. Para pasta à base de seda, o usuário aplica pressão, geralmente com uma superfície plana e macia especialmente feita sob o papel. Para pasta à base de plantas, o usuário simplesmente aplica uma leve pressão. Como levantar o selo verticalmente para longe de sua impressão pode rasgar ou danificar o papel, o selo geralmente é levantado de um lado de cada vez, como se estivesse dobrado na página. Depois disso, a imagem pode ser manchada com um pedaço de papel para secar mais rápido, embora isso possa borrá-la. Normalmente é necessário que haja uma pilha de feltro macio ou papel sob o papel a ser impresso para uma impressão de vedação nítida.

## Uso em toda a Sinosfera

### Uso chinês

Esquema do selo chinês, pasta de selo e técnica para usá-los.

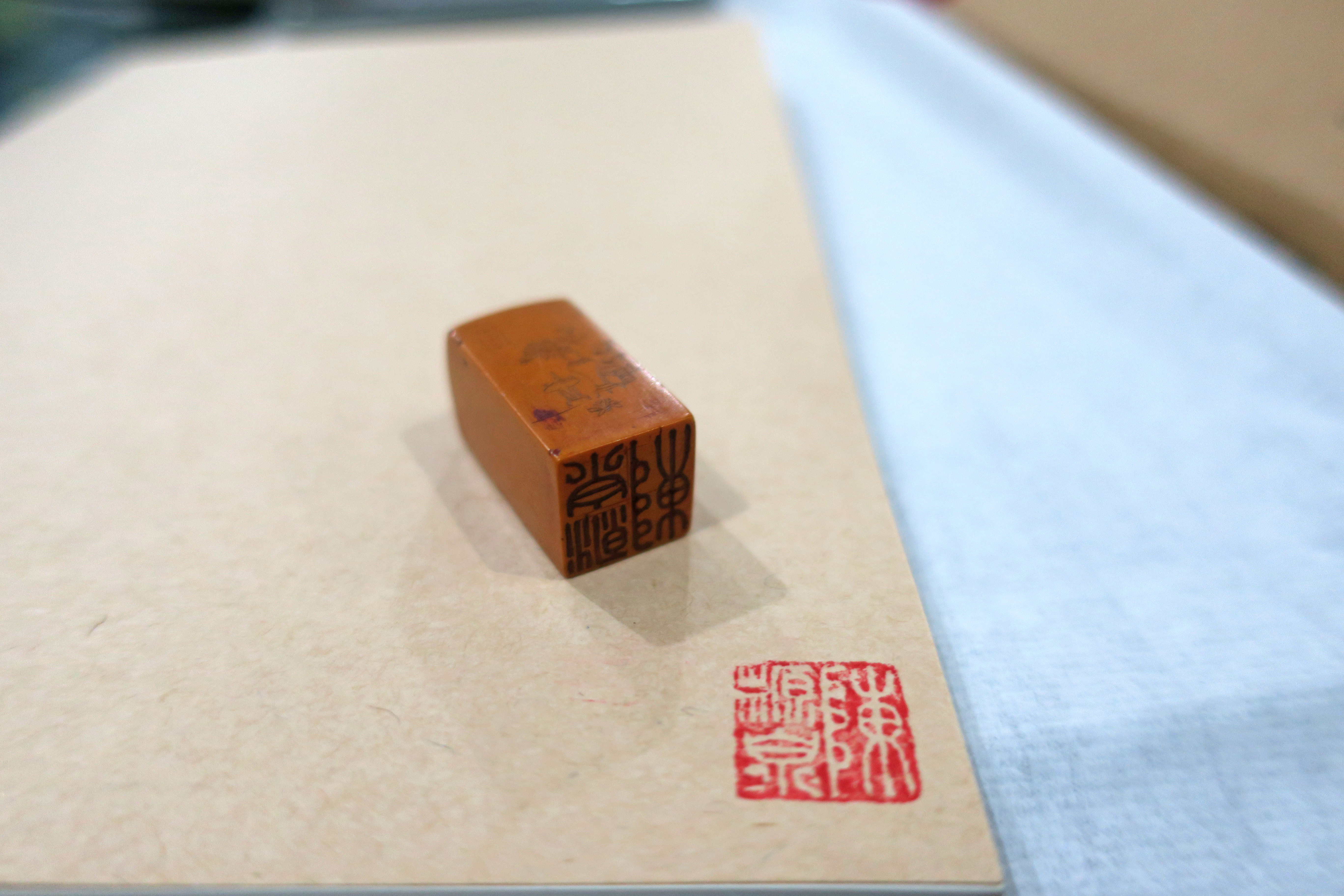
Um selo do Leste Asiático que pertencia a um comerciante chinês nas décadas de 1930 e 40

Muitas pessoas na China possuem um selo com nome pessoal. Artistas, acadêmicos, colecionadores e intelectuais podem possuir um conjunto completo de selos de nome, selos de lazer e selos de estúdio. Um selo bem feito feito de pedras semipreciosas pode custar entre 400 e 4.000 yuans (cerca de 60 a 600 dólares dos Estados Unidos em 2021).
Os selos ainda são usados para fins oficiais em vários contextos. Na recolha de encomendas ou correio registado, o selo com nome serve de identificação, semelhante a uma assinatura. Nos bancos, tradicionalmente o método de identificação também era por meio de selo. Os selos continuam a ser a forma habitual de identificação nos cheques na China continental e em Taiwan. Hoje, a identificação pessoal é muitas vezes feita por uma assinatura manual acompanhada da impressão de um selo. Os selos podem servir de identificação com assinaturas porque são mais difíceis de falsificar do que uma assinatura, e apenas o proprietário tem acesso ao seu próprio selo.
Os selos também são frequentemente usados em obras de caligrafia chinesa e pinturas chinesas, geralmente impressos nessas obras na ordem (de cima para baixo) de selo de nome, selo(s) de lazer e depois selo de estúdio. Proprietários ou colecionadores de pinturas ou livros costumam adicionar seus próprios selos de estúdio às peças que coletaram. Essa prática é um ato de agradecimento ao trabalho. Algumas obras de arte tinham não apenas selos, mas também inscrições do proprietário; por exemplo, o imperador Qianlong tinha até 20 selos diferentes para usar com inscrições em pinturas que colecionava. Desde que seja feita com bom gosto (por exemplo, não obscurecendo o corpo da pintura, inscrição apropriada, caligrafia fina, etc.), esta prática não desvaloriza a pintura, mas poderia melhorá-la, dando-lhe maior proveniência, especialmente se for o selo de um indivíduo famoso ou célebre que possuiu a obra em algum momento.
Os selos são geralmente esculpidos por entalhadores especializados ou pelos próprios usuários. Escultores especializados gravam o nome do usuário na pedra em uma das escritas e estilos padrão descritos acima, geralmente mediante o pagamento de uma taxa. Algumas pessoas esculpem seus próprios selos usando pedra-sabão e facas finas, que estão amplamente disponíveis; isso é mais barato do que pagar um profissional por experiência, habilidade e material. Os resultados variam, mas os indivíduos podem criar selos perfeitamente legítimos para si próprios.
Como uma novidade, os escultores de focas também realizam negócios turísticos em Chinatowns e destinos turísticos na China. Frequentemente, eles esculpem in loco ou traduções de nomes estrangeiros em pedra-sabão barata, às vezes apresentando caracteres romanos. Embora esses selos possam ser funcionais, normalmente nada mais são do que curiosidades e podem ser inadequados para uso sério, podendo desvalorizar ou desfigurar obras de arte sérias.
A determinação de qual lado do selo deve ficar voltado para cima pode ser feito de várias maneiras: se houver um entalhe na parte superior, a frente deverá ficar voltada para o usuário; se houver inscrição na lateral, ela deverá ficar voltada para a esquerda do usuário; se houver um ponto na lateral, ele deve ficar voltado para longe do usuário.
Depois que os selos são usados, o máximo de pasta possível é removido da superfície de impressão e das bordas com um material adequado. As focas são mantidas em ambiente constante, principalmente as focas de sândalo ou chifre de boi preto. As focas altas e finas devem ser mantidas de lado, para evitar que balancem e caiam. Selos mais importantes, como selos de autoridade e de sociedade, são envoltos ou embrulhados em um pano de seda dourada para proteção.

#### Hong Kong
Em Hong Kong, os selos caíram em desuso, pois muitas vezes são exigidas assinaturas. No passado, os selos eram utilizados pelas empresas em documentos relacionados com transações. Selos também têm sido usados no lugar de assinatura para a população analfabeta da cidade. 
Lisa Lim, do South China Morning Post, afirmou em 2016 que muitas vezes os moradores de Hong Kong são solicitados a usar a palavra "carimbo" em vez de cortar na escrita formal para que os não-Hong Kong possam entender. 

### Uso japonês

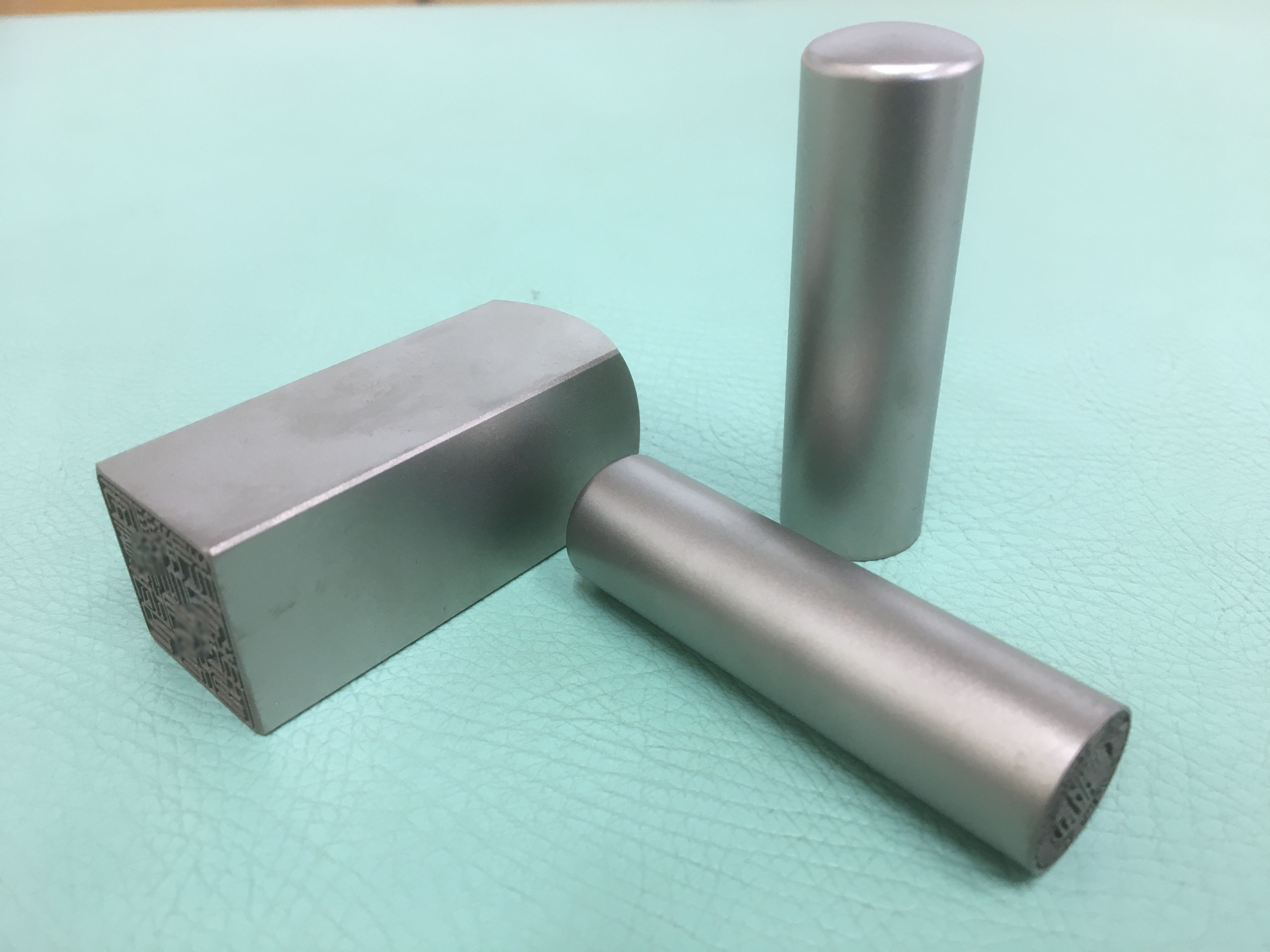
Selos de titânio fabricados no Japão: um selo quadrado para empresas (esquerda), um selo para contas bancárias (canto inferior direito) e um selo de uso geral (canto superior direito).

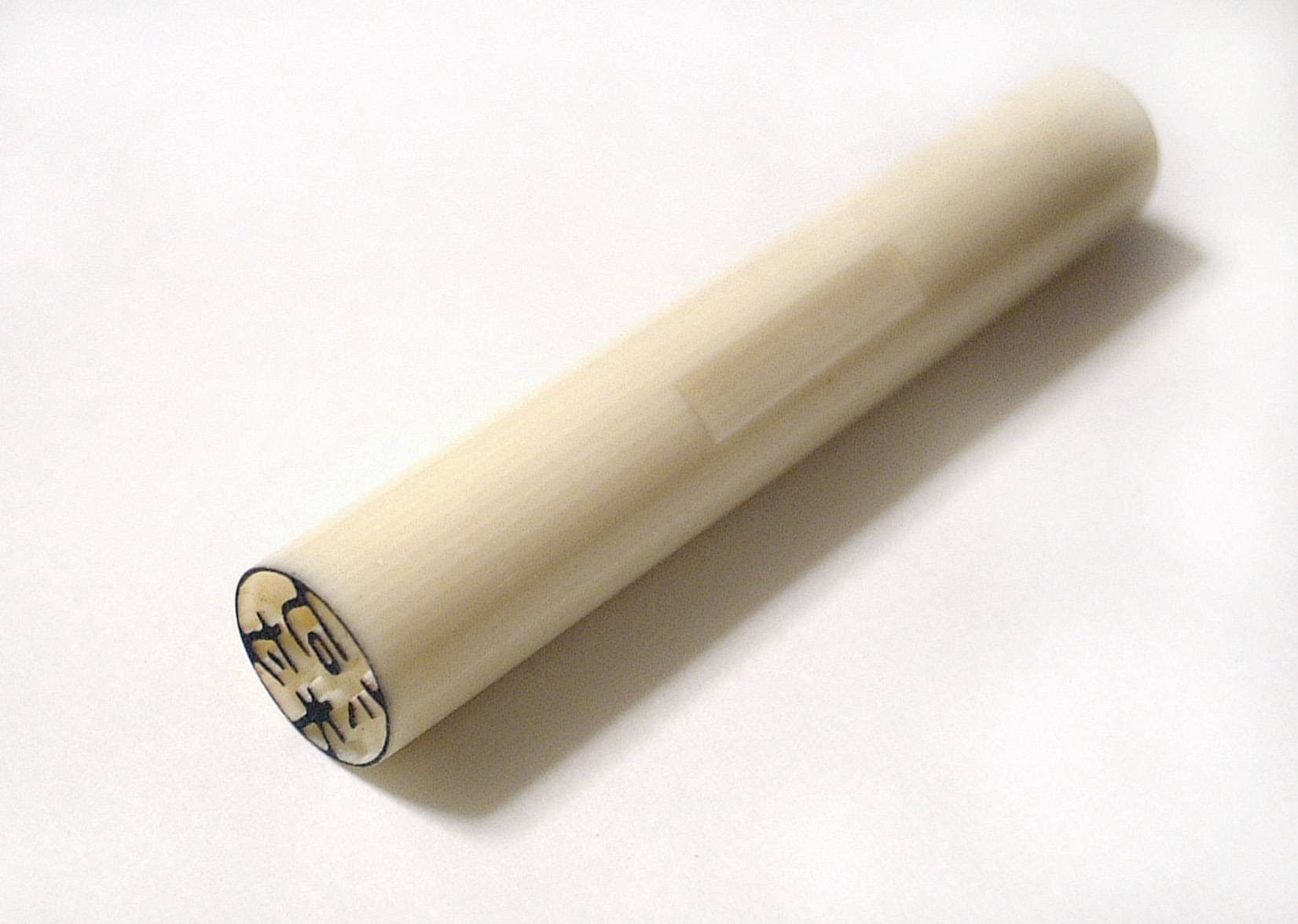
Inkan pronto com o nome "Kawamura" (河村).

No Japão, as focas em geral são chamadas de inkan (印鑑)  ou hanko (判子).  Inkan é o termo mais abrangente; hanko tende a se referir a selos usados em documentos menos importantes.
A primeira evidência de escrita no Japão é um hanko datado de 57 d.C., feito de ouro maciço dado ao governante de Nakoku pelo imperador Guangwu de Han, chamado selo de ouro do Rei de Na.  No início, apenas o Imperador e seus vassalos de maior confiança detinham o hanko, pois eram um símbolo da autoridade do Imperador. Pessoas nobres começaram a usar seu próprio hanko pessoal depois de 750 d.C., e os samurais começaram a usá-los em algum momento durante o Período Feudal. Os samurais tinham permissão para usar exclusivamente tinta vermelha. Selos de estilo chinês também foram utilizados pelo Reino de Ryukyu.  Após o início da modernização em 1870, o hanko passou a ser de uso geral em toda a sociedade japonesa.
Repartições governamentais e corporações geralmente possuem inkans específicos para seus escritórios ou empresas e seguem as regras gerais descritas para o jitsuin, com as seguintes exceções. Em tamanho, eles são comparativamente grandes, medindo 2 to 4 inches (5,1 to 10,2 cm) de diâmetro. Seus cabos costumam ser esculpidos com frisos de feras míticas ou inscrições hakubun esculpidas à mão que podem ser citações da literatura, nomes e datas ou poesia original. O Selo Privado do Japão é um exemplo; pesando mais de 3,55 kg e medindo 9,09 cm é utilizado para fins oficiais pelo Imperador.

Alguns selos foram esculpidos com túneis quadrados da alça até a parte inferior, para que uma pessoa possa deslizar seu inkan na cavidade, assinando assim um documento com seu nome e o nome da empresa (ou escritório). Esses selos são geralmente armazenados em caixas estilo jitsuin sob alta segurança, exceto em cerimônias oficiais, nas quais são exibidos em estandes ornamentados ou em suas caixas.
| {{{caption}}}               |
| O selo de ouro do Rei de Na |

| {{{caption}}}                 |
| Selo Real do Reino de Ryūkyū. |

| {{{caption}}}           |
| O Selo Estatal do Japão |

| {{{caption}}}           |
| O Selo Privado do Japão |

Para uso pessoal, existem pelo menos quatro tipos de selos. Em ordem do mais para o menos formal/oficial, eles são jitsuin, ginkō-in, mitome-in e gagō-in. 

#### Jitsuin
Um jitsuin (実印)  é um selo oficialmente registrado. Um selo registrado é necessário para conduzir negócios e outros eventos importantes ou juridicamente vinculativos. O jitsuin é usado na compra de um veículo, no casamento ou na compra de um terreno, por exemplo.
O tamanho, forma, material, decoração e estilo de letras do jitsuin são rigorosamente regulamentados por lei. Por exemplo, em Hiroshima, espera-se que um jitsuin seja aproximadamenteA página Predefinição:Fraction/styles.css não tem conteúdo.1⁄2 to 1 inch (1,3 to 2,5 cm), geralmente quadrado ou (raramente) retangular, mas nunca redondo, irregular ou oval. Deve conter a família completa e o nome próprio do indivíduo, sem abreviaturas. As letras devem ser vermelhas com fundo branco (shubun), com linhas de largura aproximadamente iguais usadas em todo o nome. A fonte deve ser uma entre várias baseadas em estilos de letras históricos antigos encontrados em metal, escultura em madeira e assim por diante. Formas antigas de ideogramas são comuns. Um perímetro vermelho deve circundar inteiramente o nome e não deve haver nenhuma outra decoração na parte inferior (superfície de trabalho) do selo. A parte superior e as laterais (alça) do selo podem ser decoradas de qualquer forma, desde completamente sem decoração até motivos históricos de animais, datas, nomes e inscrições.
Em todo o Japão, as regras que regem o design do jitsuin são muito rigorosas e cada design é único, por isso a grande maioria das pessoas confia a criação do seu jitsuin a um profissional, pagando mais de US$ 20 e, mais frequentemente, perto de US$ 100, e usando-o por décadas. Pessoas que desejam abrir um novo capítulo em suas vidas – digamos, após um divórcio, a morte de um cônjuge, uma longa série de azar ou uma mudança na carreira – muitas vezes terão um novo jitsuin feito.
O material geralmente é uma pedra dura de alta qualidade ou, com muito menos frequência, chifre de veado, pedra-sabão ou jade. Às vezes é esculpido à máquina. Quando esculpido à mão, são usados um intō ("lâmina de gravação de selo"), um espelho e um pequeno torno de madeira especializado. Um intō é um cinzel de lâmina plana do tamanho de um lápis, geralmente redondo ou octogonal em seção transversal e às vezes enrolado em um barbante para dar uma melhor aderência. O intō é segurado verticalmente em uma das mãos, com a ponta projetando-se do punho do escultor no lado oposto ao polegar. O preço do novo e moderno intoto varia de menos de US$ 1 a US$ 100.
Os jitsuin são guardados em locais seguros, como cofres de bancos. ou escondido em uma casa. Geralmente são armazenados em caixas retangulares do tamanho de um polegar, feitas de papelão, cobertas com tecido verde bordado por fora e seda vermelha ou veludo vermelho por dentro, fechadas por um plástico branco ou farpa de chifre de veado amarrada à tampa e passada por um laço de tecido preso na parte inferior. metade da caixa. Devido à semelhança superficial com os caixões, eles são frequentemente chamados de "caixões" em japonês por entusiastas e boutiques de hanko. A pasta geralmente é armazenada separadamente.

#### Ginkō-in

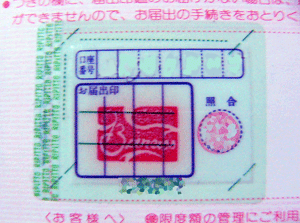
O ginkō-in de um estrangeiro exibido em uma caderneta de poupança. Observe o limite limitando seu tamanho a 1.0 × 1.5 cm e extrema liberdade no design.

Um ginkō-in (銀行印)  é usado especificamente para serviços bancários; ginkō significa "banco". A caderneta de poupança de uma pessoa contém uma impressão original do ginkō-in junto com o selo de um funcionário do banco. As regras para tamanho e design variam um pouco de banco para banco; geralmente, eles contêm o nome completo de um japonês. Um ocidental pode ter permissão para usar um sobrenome completo com ou sem um nome abreviado, como "Smith", "Bill Smith", "W Smith" ou "Wm Smith" no lugar de "William Smith". As letras podem ser vermelhas ou brancas, em qualquer fonte e com decoração artística.
Como o ginkō-in produzido em massa não oferece segurança, a maioria das pessoas os manda fazer sob medida por profissionais ou os faz à mão. Eram tradicionalmente feitos de madeira ou pedra; mais recentemente, de marfim, plástico ou metal, e transportado em uma variedade de estojos em formato e tamanho de polegar, semelhantes a bolsas de tecido ou estojos de plástico para lápis. Eles geralmente ficam cuidadosamente escondidos na casa do proprietário.
Os bancos sempre fornecem almofadas de carimbo ou pasta de tinta e lenços de limpeza a seco. Os bancos também oferecem pequenas superfícies de plástico para esfregar, semelhantes a pequenos pedaços de grama artificial vermelha. Eles são fixados em balcões e usados para limpar a pasta de tinta acumulada na superfície de trabalho dos lacres dos clientes.

#### Mitome-in

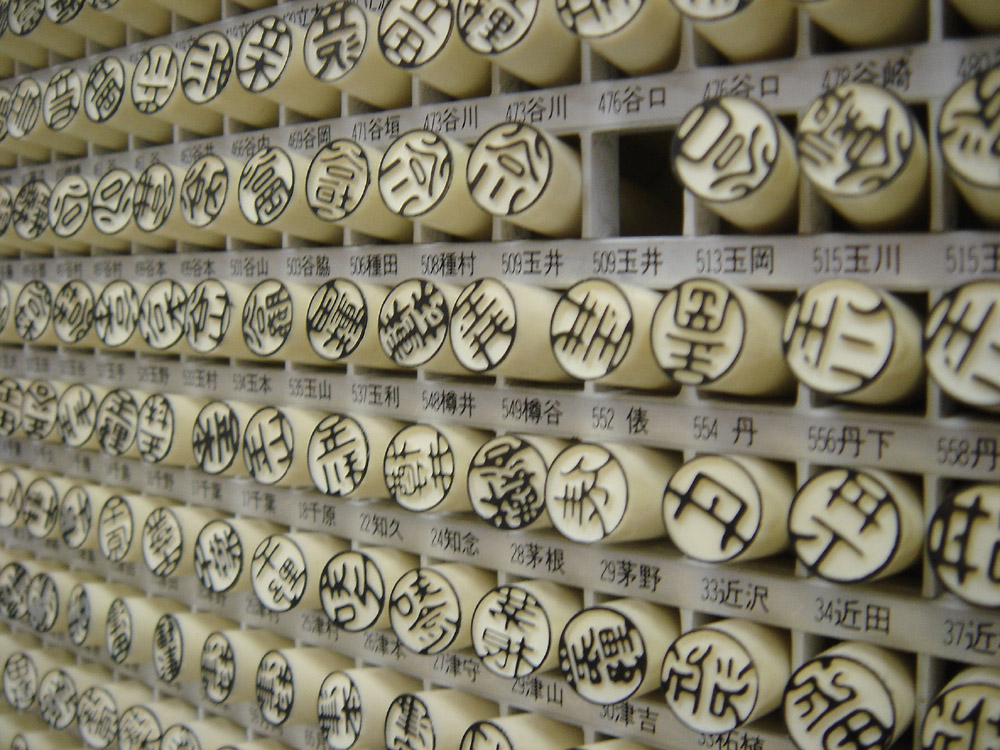
Hanko pronto para uso (sanmonban)

Um mitome-in (認印) é um selo moderadamente formal normalmente usado para assinar entregas postais, assinar pagamentos de contas de serviços públicos, assinar memorandos internos da empresa, confirmar o recebimento de correspondência interna da empresa e outras funções diárias de baixa segurança.
Os Mitome-in são comumente armazenados em locais de baixa segurança e alta utilidade, como gavetas de mesas de escritório e na antessala (genkan) de uma residência.
A forma do mitome-in é governada por menos costumes do que o jitsuin e o ginkō-in . No entanto, o mitome-in segue alguns costumes fortemente observados. O tamanho é o atributo mais fortemente regido pelos costumes sociais. Geralmente não ultrapassa 20 millimetres (0,79 in) em tamanho. O de um homem é geralmente um pouco maior que o de uma mulher, e o de um funcionário júnior é sempre menor que o de seus chefes e colegas de trabalho mais antigos, de acordo com a hierarquia social do escritório. O mitome-in sempre traz o sobrenome da pessoa e geralmente não traz o nome próprio da pessoa (shita no namae). Os mitome-ins costumam ser redondos ou ovais, mas os quadrados não são incomuns e os retangulares não são inéditos; formas irregulares não são usadas. Eles podem produzir letras vermelhas em um campo em branco (shubun) ou o contrário (hakubun). Limites em torno de suas bordas são opcionais.
Mitome-in de plástico em nomes japoneses populares podem ser obtidos em papelarias por menos de US$ 1, embora aqueles feitos de pedra barata também sejam muito populares. Selos pré-fabricados baratos são chamados de sanmonban (三文判)  . Carimbos de borracha são inaceitáveis para fins comerciais.
Os selos Mitome-in e menores são geralmente armazenados em caixas de plástico baratas, às vezes com pequenos suprimentos de pasta vermelha ou uma almofada de carimbo incluída.
A maioria dos japoneses também possui um selo menos formal usado para assinar cartas pessoais ou alterações iniciais em documentos; isso é referido pelo termo genérico hanko . Eles geralmente exibem apenas um único caractere hiragana, ideograma kanji ou katakana gravado nele. Eles são frequentemente redondos ou ovais quanto quadrados. Eles variam em tamanho de 0,5 to 1,5 centimetres (0,20 to 0,59 in); os de mulheres tendem a ser pequenas.

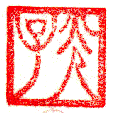
Um gagō-in moderno que significa "Mitsuko" (光子), um nome feminino popular. Observe as larguras de linha uniformes, o estilo de texto arcaico e a direção da direita para a esquerda.

#### Gagō-in
Gagō-in (雅号印) são usados por artistas gráficos para decorar e assinar seus trabalhos. A prática remonta a várias centenas de anos. As assinaturas são frequentemente pseudônimos ou apelidos; as decorações geralmente são slogans favoritos ou outras frases extremamente curtas. Um gago pode ter qualquer tamanho, desenho ou formato. Contornos e alças irregulares que ocorrem naturalmente, como se a pedra de um rio fosse cortada em duas, são comuns. O material pode ser qualquer coisa, embora nos tempos modernos a pedra macia seja a mais comum e o metal seja raro.
Tradicionalmente, inkan e hanko são gravados na ponta de uma vara de pedra, madeira, osso ou marfim do comprimento de um dedo, com um diâmetro entre 25 and 75 millimetres (0,98 and 2,95 in). A sua escultura é uma forma de arte caligráfica. Nomes estrangeiros podem ser gravados em rōmaji, katakana, hiragana ou kanji. Inkan para nomes japoneses padrão pode ser adquirido pré-fabricado.
Quase todas as papelarias, lojas de descontos, grandes livrarias e lojas de departamentos oferecem pequenos kits "faça você mesmo" para fazer hanko. Isso inclui instruções, fontes hiragana escritas para frente e em escrita espelhada (conforme exigido na superfície de trabalho de um selo), um cinzel fino, dois ou três graus de lixa, caneta hidrocor fina (para desenhar o desenho na pedra) e uma a três pedras verdes quadradas, manchadas, baratas e macias, do tamanho de um dedo.
No Japão moderno, a maioria das pessoas possui vários inkan.
É necessário um certificado de autenticidade para qualquer hanko usado em uma transação comercial significativa. O registro e a certificação de um inkan podem ser obtidos em uma repartição municipal local (por exemplo, prefeitura). Lá, a pessoa recebe um "certificado de impressão do selo" conhecido como inkan tōroku shōmei-sho (印鑑登録証明書).
A crescente facilidade com que a tecnologia moderna permite a fraude hanko está a começar a causar alguma preocupação de que o actual sistema não será capaz de sobreviver.
As assinaturas não são utilizadas para a maioria das transações, mas em alguns casos, como na assinatura de um contrato de telefone celular, podem ser utilizadas, às vezes, além de um carimbo de um mitome-in. Para essas transações, um jitsuin é muito oficial, enquanto um mitome-in por si só é insuficiente e, portanto, são utilizadas assinaturas.  

#### Desuso
Durante 2020, o governo japonês tem tentado desencorajar o uso de selos, porque a prática exige a geração de documentos em papel que interferem na manutenção de registros eletrônicos e tornam as comunicações digitais lentas. O atraso tem sido mais premente na notificação de doenças infecciosas durante a pandemia de COVID-19: as autoridades descobriram que demorava até três dias entre a descoberta de um caso de COVID-19 e a sua comunicação ao público. O primeiro-ministro japonês, Yoshihide Suga, definiu a digitalização da burocracia e, em última análise, de toda a sociedade japonesa como uma prioridade fundamental. Ele pretende estabelecer uma nova agência digital para colocar a ideia em prática.  Os ministérios foram instados a acabar com as exigências de hanko para 785 tipos de procedimentos, 96% do total, incluindo documentos fiscais. A maioria dos empresários era favorável à descontinuação do hanko, mas metade considerou que seria difícil fazê-lo. Os políticos também se opuseram à descontinuação do seu hanko regional esculpido à mão - um "símbolo do Japão". 

### Uso coreano

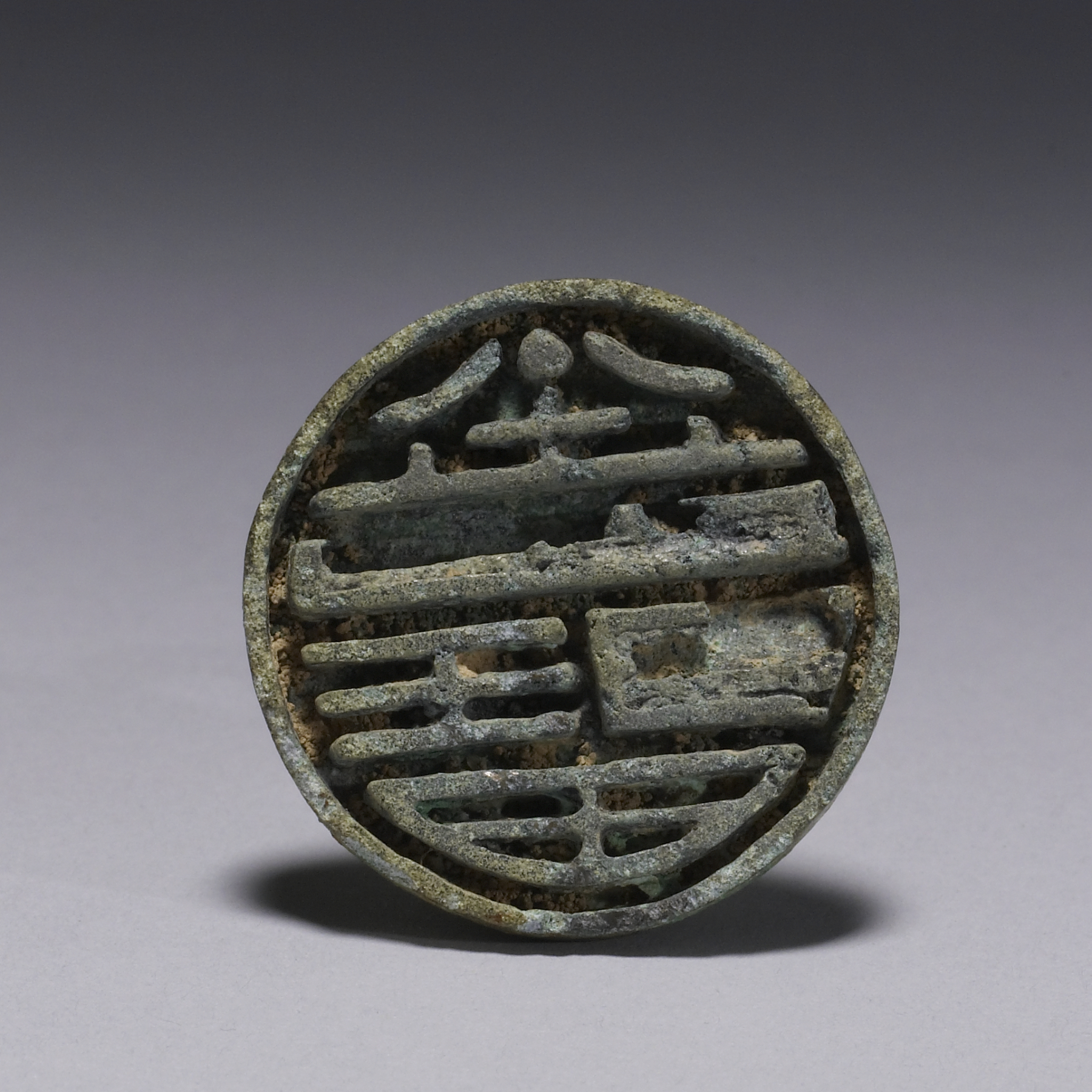
Selo coreano de bronze, datado entre 935 e 1392

O selo foi introduzido pela primeira vez na Coreia por volta do século 2 a.C. O registro mais antigo de seu uso na Coréia é que os reis de Buyeo usaram um selo real (oksae; hangul: 옥새; hanja: 玉璽) que trazia a inscrição do Selo do Rei de Vós (hangul: 예왕지인; hanja: 濊王之印). O uso de selos tornou-se popular durante o período dos Três Reinos da Coreia.
No caso dos Selos de Estado na Coreia monárquica, havia dois tipos em uso: Gugin (국인, 國印) que era conferido pelo Imperador da China aos reis coreanos, com o intuito de manter as relações entre dois países como irmãos (Sadae). Isto foi usado apenas nas comunicações com a China e para a coroação de reis. Outros, geralmente chamados de eobo (어보, 御寶) ou eosae (어새, 御璽), são usados em comunicações estrangeiras com países que não a China e para usos domésticos. Os selos também foram usados por funcionários do governo em documentos. Esses tipos de selos eram chamados de gwanin (관인, 官印) e eram supervisionados por funcionários especializados. Com a declaração de estabelecimento da República da Coreia em 1948, seu governo criou um novo Selo de Estado, guksae (국새, 國璽) e é usado na promulgação da constituição, designação de membros de gabinete e embaixadores, conferência de representantes de ordens nacionais e documentos diplomáticos importantes.
As focas ainda são comumente usadas na Coreia do Sul. A maioria dos coreanos possui selos pessoais, e cada agência governamental e corporação comercial possui seus próprios selos para usar em documentos públicos. Embora a assinatura também seja aceita, muitos coreanos acham que é mais formal usar selos em documentos públicos. Em 2008, o Tribunal Constitucional da Coreia do Sul manteve uma decisão do Supremo Tribunal de que um testamento manuscrito assinado sem selo registado era inválido.  Os selos coreanos são feitos de madeira, jade ou, às vezes, marfim para maior valor. Os selos estaduais geralmente eram feitos de ouro ou jade de alta qualidade. Existem casos raros de vedações de bronze ou aço.

#### Selos pessoais
Selos pessoais (hangul: 도장; rr: dojang) na Coreia podem ser classificados pelo seu estatuto jurídico. Ingam (인감, 印鑑) ou sirin (실인, 實印), que significa selo registrado, é um selo registrado por um escritório local, atestado por um "certificado de registro de selo", (hangul: 인감증명서; hanja: 印鑑證明書; rr: ingam-jungmyeong-seo) um documento exigido para as transações comerciais e serviços públicos mais significativos.
O sistema legal de selos registrados foi introduzido pelo governo colonial japonês em 1914. Embora estivesse programado para ser totalmente substituído por um sistema de certificação eletrônica em 2013, a fim de combater fraudes, Desde 2021, o ingam ainda continua sendo um meio oficial de verificação para acordo legal e identificação vinculativos.  O governo aprovou a "Lei de Confirmação, etc. de Assinatura Pessoal (본인서명사실 확인 등에 관한 법률)" em 2012, que dá às assinaturas manuscritas registradas o mesmo efeito legal que o ingam. 
Enquanto o ingam é usado em negócios importantes, outros dojangs são usados para fins cotidianos, como transações oficiais menos significativas. Assim, a maioria dos coreanos possui mais de dois selos.

Nas artes tradicionais, como na China e no Japão, um artista de caligrafia e pintura chinesa usaria selos (geralmente selos de lazer e selos de estúdio) para identificar o seu trabalho. Esses tipos de focas eram chamados de Nakkwan (낙관,落款). Como a escultura de sinetes também era considerada uma forma de arte, muitos artistas esculpiam seus próprios sinetes. Os selos do caligrafista e historiador natural do período Joseon Kim Jung-hee (também conhecido como Wandang ou Chusa) são considerados antiguidades.
| {{{caption}}}                 |
| O Selo da República da Coreia |

| {{{caption}}}                             |
| O Selo da República da Coreia (1949–1962) |

### Uso mongol
Embora os selos de estilo chinês sejam normalmente usados na China, Japão e Coréia, eles são ocasionalmente usados fora do Leste Asiático. Por exemplo, os governantes do Ilcanato, um canato mongol estabelecido por Hulagu Cã na Pérsia, usaram selos contendo caracteres chineses em suas cartas diplomáticas, como a carta de Arghun ao rei francês Filipe IV e a carta de Gazã ao Papa Bonifácio VIII. Esses selos foram enviados pelos imperadores da dinastia Yuan, uma dinastia da China governada pelos mongóis, especialmente por Kublai Khan e seu sucessor, o imperador Chengzong.
| {{{caption}}} |
| Selo de Ilkhan Ghazan, onde se lê "王府定國理民之寶" na escrita chinesa arcaica "nove vezes", que significa "Selo que certifica a autoridade de sua Alteza Real para estabelecer um país e governar seu povo". |

| {{{caption}}}                   |
| O selo do Bogd Khan da Mongólia |

### Uso em Singapura
O selo está presente em todas as notas de dólar de Singapura desde a sua primeira série, ostentando o presidente da Autoridade Monetária de Singapura (MAS) ou do Conselho de Comissários da Moeda de Singapura (BCCS). 

### Uso vietnamita
O selo é usado em menor grau no Vietnã por organizações e empresas autorizadas, e também por artistas tradicionais vietnamitas. Era mais comum no Vietnã antes do domínio francês e da abolição da dinastia Nguyễn, quando as assinaturas se tornaram a prática habitual, embora geralmente vistas como tendo menos autoridade num ambiente corporativo. 
| {{{caption}}} |
| Đại Nam thụ thiên vĩnh mệnh truyền quốc tỷ (大南受天永命傳國璽), o Selo Nacional da Dinastia Nguyễn (1846–1945). |

| {{{caption}}}                                                                                              |
| O selo do Viện cơ mật com transliterações à direita para a escrita chinesa tradicional (regular) e latina. |

| {{{caption}}} |
| Hồ Chí Minh ấn (胡志明印), o selo pessoal do presidente norte-vietnamita Hồ Chí Minh que aparece em seu cartão de visita. |

| {{{caption}}}                                       |
| O selo do Hội đồng Nguyễn Phúc tộc Việt Nam (2021). |